# Gianna Michaels
Gianna Michaels (Seattle, Washington; 6 de junio de 1983) es una ex actriz pornográfica y modelo erótica estadounidense.

## Biografía
Gianna Michaels, nombre artístico de Terah Wicker, nació en Seattle, estado de Washington, en junio de 1983. Su primer trabajo fue en un negocio de hamburguesas llamado Dick's en el 2001. Luego, Gianna se mudó al sur de California, donde consiguió un trabajo como recepcionista. Después, acepta la propuesta para modelar eventualmente, haciendo sesiones fotográficas por su cuenta (como aficionada). Poco a poco empezó a aparecer en páginas como First Time Videos (bajo el seudónimo de Becky) o Baby Got Boobs.
Sus fotos aparecieron en varias páginas web, volviéndose popular. Entre 2005 y 2006 participó en más de 100 películas porno. Varias de sus trabajos, que ahora figuran editadas en webs, han sido con grandes productoras como Hustler, Vivid, Naughty America, New Sensations, Brazzers, Evil Angel, Bang Bros, entre otras.
De sus múltiples actuaciones merecen destacarse dos: Fashionistas Safado: The Challenge en la que forma trío con Jenna Haze y Rocco Siffredi, en la que hace gala de su maestría en el sexo oral y la masturbación con los pechos; y la película G for Gianna, donde se enfrenta a una veintena de actores exhibiendo su carácter risueño ante las eyaculaciones en su rostro.
Grabó su primera escena de sexo anal en el año 2009, en la película Big Wet Asses 15. Luego de ello, en el 2010 declaró su intención de salir de la industria pornográfica, retirándose como actriz a fines del 2015. A partir del 2016 inició giras a diversos night clubs nudistas de Estados Unidos.
En 2010, participó en la película de terror, Piranha 3D. Retirada en 2015, había grabado más de 790 películas como actriz.

## Premios y nominaciones
| Año  | Ceremonia             | Resultado | Premio                                        | Trabajo                            |
| ---- | --------------------- | --------- | --------------------------------------------- | ---------------------------------- |
| 2006 | Premios XRCO          | Nominada  | Artista femenina del año                      | —                                  |
| 2007 | Premios AVN           | Ganadora  | Mejor escena de sexo en grupo                 | Fashionistas Safado: The Challenge |
| 2007 | Premios XRCO          | Ganadora  | Best On-Screen Chemistry                      | Fashionistas Safado: The Challenge |
| 2007 | FICEB                 | Ganadora  | Mejor secuencia original de sexo              | Fashionistas Safado: The Challenge |
| 2008 | Premios AVN           | Ganadora  | Artista femenina no reconocida del año        | —                                  |
| 2008 | Premios AVN           | Ganadora  | Mejor escena de sexo en producción extranjera | Furious Fuckers Final Race         |
| 2008 | Premios AVN           | Ganadora  | Mejor película de orgía                       | G for Gianna                       |
| 2008 | Urban Spice Awards    | Nominada  | Mejor estrella interracial                    | —                                  |
| 2008 | VOD Awards            | Ganadora  | Artista del año                               | —                                  |
| 2011 | Premios Urban X       | Ganadora  | Mejor escena de trío                          | Sophie Dee's 3 Ways                |
| 2011 | Honor                 | Ganadora  | CAVR All-Time Top Ten Porn Stars              | —                                  |
| 2012 | Nightmoves            | Nominada  | Mejores pechos                                | —                                  |
| 2013 | The Fannys            | Ganadora  | Artista femenina del año                      | —                                  |
| 2013 | The Fannys            | Nominada  | Thirsty Girl (Best Oral)                      | —                                  |
| 2014 | Nightmoves            | Nominada  | Mejores pechos                                | —                                  |
| 2014 | Nightmoves Fan Awards | Nominada  | Mejores pechos                                | —                                  |
| 2015 | Nightmoves            | Nominada  | Best Adult Film Star Feature Dancer           | —                                  |
| 2015 | Nightmoves Fan Awards | Nominada  | Best Adult Film Star Feature Dancer           | —                                  |
| 2020 | Premios AVN           | Ganadora  | Inducted: Hall of Fame (Video Branch)         | —                                  |